# Абдельхамид, Джамаль
Джамаль Абдель Хамид (араб. جمال عبد الحميد‎; род. 24 ноября 1957, Каир) — египетский футболист, полузащитник.

## Клубная карьера
Карьера Джамаля Абдельхамида прошла в двух сильнейших египетских клубах: «Аль-Ахли» и «Замалеке», вместе с которыми он завоевал множество титулов, как на местном, так и на континентальном уровне. В чемпионатах Египта он забил 99 голов, в клубных африканских соревнованиях — 18 (16 — за «Аль-Ахли» и 2 — за «Замалек»)

## Международная карьера
Джамаль Абдельхамид попал в состав сборной Египта на Чемпионате мира 1990 года. Из 3-х матчей Египта на турнире Абдельхани появлялся во всех трёх: в матчах группового этапа против сборных Нидерландов, Ирландии и Англии. В матче с голландцами Абдельхамид был капитаном команды и был на 70-й минуте заменён на полузащитника Магди Толбу, во втором матче с ирландцами Абдельхамид, не попав в стартовый состав, вышел на поле на 76-й минуте, заменив нападающего Ахмеда Аль-Касса. В последней игре с итальянцами, Абдельхани вновь появился в стартовом составе и в роли капитана, снова будучи заменённым, уже на 77-й минуте и на полузащитника Тарека Солимана.

## Достижения
«Аль-Ахли»
- Чемпион Египта (5): 1976/77, 1978/79, 1979/80, 1980/81, 1981/82
- Обладатель Кубка Египта (3): 1977/78, 1980/81, 1982/83
- Победитель Кубка Африканских Чемпионов: 1982
- Победитель Кубка Обладателей Кубков Африки: 1984

«Замалек»
- Чемпион Египта (4): 1983/84, 1987/88, 1991/92, 1992/93
- Обладатель Кубка Египта: 1987/88
- Обладатель Суперкубка КАФ: 1993
- Победитель Афро-азиатского кубка: 1987

Сборная Египта
- Чемпион Африки: 1986